# Питт, Брэд
Уи́льям Брэ́дли Питт (англ. William Bradley Pitt; род. 18 декабря 1963, Шони, Оклахома, США) — американский актёр и кинопродюсер. Лауреат двух «Оскаров», двух BAFTA, двух «Золотых глобусов» и одной «Эмми». С 2006 по 2008 год Питт фигурировал в списке Forbes Celebrity 100, в 2007 году в списке Time 100.
Питт впервые получил признание благодаря роли ковбоя-автостопщика в роуд-муви Ридли Скотта «Тельма и Луиза». Позже актёр сыграл главные роли в драме «Там, где течёт река», вестерне «Легенды осени», хорроре «Интервью с вампиром», криминальном триллере «Семь» и культовом фильме «Бойцовский клуб». Питт обрёл коммерческий успех, сыграв у Стивена Содерберга в фильме про ограбление «Одиннадцать друзей Оушена». Он закрепил за собой статус ведущего актёра благодаря таким блокбастерам, как историческая эпопея «Троя», романтический криминальный фильм «Мистер и миссис Смит», хоррор «Война миров Z» и боевик «Быстрее пули».
Питт выиграл «Оскар» за лучшую мужскую роль второго плана благодаря роли каскадёра в фильме Квентина Тарантино «Однажды в Голливуде». Актёр номинировался на «Оскар» за роли в научно-фантастической драме «12 обезьян», фэнтезийном драме «Загадочная история Бенджамина Баттона» и спортивной драме «Человек, который изменил всё». Также Питт снялся в фильмах «Вавилон», «Как трусливый Роберт Форд убил Джесси Джеймса», «После прочтения сжечь», «Бесславные ублюдки», «Древо жизни» и «Игра на понижение».
В 2001 году Питт основал кинокомпанию Plan B Entertainment. В качестве продюсера он получил «Оскар» за лучший фильм благодаря драме «12 лет рабства» и номинировался на эту премию за картины «Человек, который изменил всё» и «Игра на понижение». В 1995 и 2000 годах Питт был признан самым сексуальным мужчиной из ныне живущих по версии журнала People.

## Биография
Уильям Брэдли Питт родился 18 декабря 1963 года в городе Шони (штат Оклахома, США), вырос в очень религиозной американской семье. Его отец, Уильям Питт, работал менеджером в компании, занимавшейся грузоперевозками, мать, Джейн Этта Хиллхаус (1940—2025) — психологом-консультантом в местной школе. Он, его брат Даг Питт и сестра Джулия Питт росли в Спрингфилде (штат Миссури), куда семья переехала вскоре после его рождения. В школе Питт занимался спортом, состоял в дебатном клубе, музыкальной секции и участвовал в студенческом самоуправлении. После школы Уильям поступил в университет Миссури — Колумбия, где изучал журналистику и рекламное дело. Однако после окончания университета по профессии работать он не пошёл, а отправился в Голливуд с целью начать актёрскую карьеру. Там он сменил своё имя на «Брэд Питт».
В его честь был назван открытый в 2015 году вид ос Conobregma bradpitti.

### Начало карьеры
Прежде чем к нему пришёл актёрский успех, Питт работал водителем, перевозчиком мебели и даже зазывалой в сети ресторанов «El Pollo Loco» и должен был в костюме гигантского цыплёнка приглашать прохожих посетить их заведение. Параллельно с этим он посещал актёрские курсы. Его карьера началась в 1987 году, он сыграл эпизодические роли в таких фильмах, как «Нет выхода», «Нейтральная полоса» и «Меньше чем ноль». Дебютировал на телевидении, сыграв в нескольких эпизодах сериалов «Другой мир» и «Проблемы роста», позже появился в сериале «Даллас». В следующем году сыграл в сериале «Джамп-стрит, 21».
В 1988 году получил ведущую роль в фильме «Тёмная сторона Солнца». Однако, пока монтировали фильм, гражданская война охватила ту часть Югославии, где проходили съёмки. Большая часть отснятого материала считалась утерянной до 1998 года, когда фильм наконец вышел на экраны. Питт снялся в двух картинах, которые вышли в 1989 году. В фильме «Счастливы вместе» ему досталась роль второго плана, а в картине «Сокращая класс» он сыграл главную роль. В том же году он появился в эпизодах сериалов «Президент класса» и «Кошмары Фредди», а также вновь в сериале «Проблемы роста».
В телевизионном фильме «Слишком молода, чтобы умереть?» Питт сыграл наркомана, который убеждает героиню Джульетт Льюис устроиться танцовщицей в ночной клуб, и с этого момента девушка погружается в мир наркотиков, алкоголя, проституции. Он также снялся в шести эпизодах сериала «Дни славы» и в телевизионном фильме «Картина».
После второстепенных ролей в сериалах Питт получил роль Джея Ди в фильме «Тельма и Луиза» (1991). Его любовная сцена с Джиной Дэвис определила его как новый секс-символ. За этим последовала главная роль в низкобюджетном фильме «Джонни Замша» и главная роль в мультипликационном фильме Ральфа Бакши «Параллельный мир» (1992).
После съёмок в драме Роберта Редфорда «Там, где течёт река» (1992) Питт признался, что чувствовал давление и думал, что сыграл «слишком слабо». Питт полагал, что извлёк выгоду, работая с такой талантливой съёмочной группой. Он сравнил работу с Редфордом с игрой в теннис, говоря: «Играя с тем, кто лучше вас, вы сами становитесь лучше».
В 1993 году он воссоединился с Джульетт Льюис в картине «Калифорния», сыграв Эрла Грейса — серийного убийцу и бойфренда героини Льюис. В фильме «Настоящая любовь» Питт сыграл роль Флойда, который лишь курит травку и смотрит телевизор.

### Успех

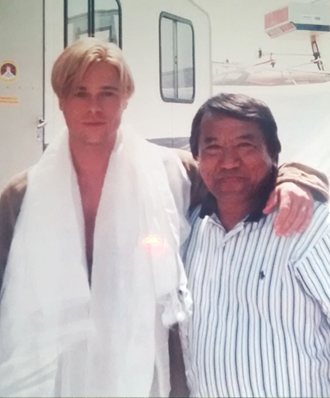
Питт на съёмках фильма «Семь лет в Тибете» в 1997 году

В 1994 году в карьере Питта наступил переломный момент. Сначала он сыграл Луи де Пон дю Лака в фильме «Интервью с вампиром» по одноимённой книге Энн Райс и получил две премии на MTV Movie Awards 1995. Затем он снялся в фильме «Легенды осени» по одноимённому роману Джима Харрисона, сыграв Тристана Ладлоу, сына полковника Уильяма Ладлоу (Энтони Хопкинс). За эту роль Питт был впервые выдвинут на премию «Золотой глобус» в номинации «За лучшую мужскую роль». Хотя фильм получил смешанные отзывы, игра Питта была высоко оценена критиками.
В 1995 году вместе с Морганом Фрименом, Гвинет Пэлтроу и Кевином Спейси Брэд Питт снялся в триллере Дэвида Финчера «Семь». Сам актёр назвал фильм великим и сказал, что участие в нём помогло ему расширить свои актёрские горизонты. Его игру высоко оценили критики, а журнал Empire включил его в список 25 самых сексуальных звёзд в истории кино. Питт был дважды назван «Самым сексуальным мужчиной среди ныне живущих» журналом People, став первым человеком, удостоившимся этого звания более одного раза.
После фильма «Семь» Питт согласился сыграть второстепенную роль в фильме Терри Гиллиама «12 обезьян», главную роль в котором исполнил Брюс Уиллис. Фильм получил положительные отзывы критиков, в особенности была отмечена игра Питта. За роль Джеффри Гоинса актёр получил свой первый «Золотой глобус» и номинацию на «Оскар».
Питт снялся в криминальной драме Барри Левинсона «Спящие» по одноимённому роману Лоренцо Каркатерры. Фильм получил смешанные отзывы. Затем он вместе с Харрисоном Фордом сыграл в фильме «Собственность дьявола» о гражданской войне в Северной Ирландии. Для роли ему пришлось говорить с ирландским акцентом, газета San Francisco Chronicle писала: «Питт использует верный тон для воссоздания акцента, но временами его ирландский акцент слишком убедительный, и трудно понять, о чём он говорит». Год спустя он исполнил роль Генриха Харрера в биографической драме Жан-Жака Анно «Семь лет в Тибете». Брэд тренировался в течение нескольких месяцев специально для роли. Вместе с партнёром по фильму Дэвидом Тьюлисом он занимался альпинизмом в Калифорнии и Альпах.
Питт получил главную роль в фильме «Знакомьтесь, Джо Блэк» 1998 года. Он изображал олицетворение смерти, которая вселилась в тело молодого человека, чтобы узнать, каково это — быть человеком. Фильм получил смешанные отзывы. По словам критика Микка ЛаСелла, Питт не смог убедить зрителя, что он знает все тайны смерти и вечности.

### С 1999 до 2003
В 1999 году Питт сыграл одну из своих самых известных ролей в фильме «Бойцовский клуб» Дэвида Финчера по мотивам одноимённого романа Чака Паланика. Для роли Тайлера Дёрдена Брэд брал уроки бокса, тхэквондо и грэпплинга. Во время съёмок у актёра откололась часть зуба, но он оставил скол, так как решил, что это соответствует характеру его героя. Премьера фильма состоялась на Венецианском кинофестивале 1999 года. Несмотря на полярное мнение критиков, игру Брэда тепло приняли.
Будучи большим поклонником фильма «Карты, деньги, два ствола», Питт встретился с Гаем Ричи и попросил его о роли в следующей картине. Питт получил роль Микки-цыгана в фильме «Большой куш» после того, как выяснилось, что он не может достоверно сымитировать лондонский акцент. Вместе с ним в фильме снялись Бенисио Дель Торо, Джейсон Стейтем, Деннис Фарина, Раде Шербеджия и Винни Джонс.

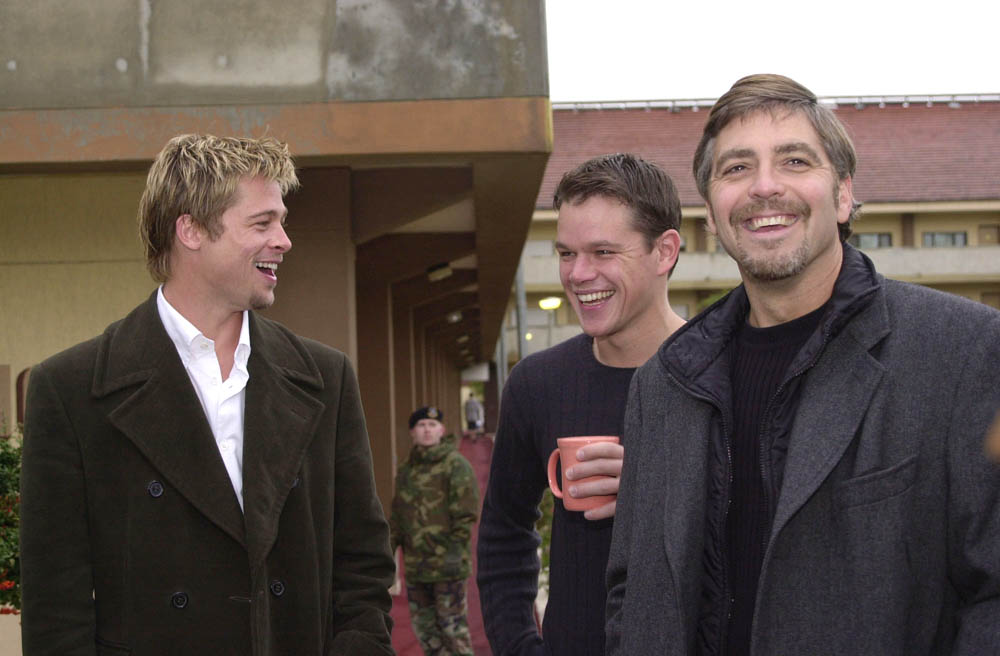
Питт, Деймон и Клуни

Вместе с Джулией Робертс Питт сыграл в романтической комедии «Мексиканец», а в политическом триллере «Шпионские игры» его партнёром был Роберт Редфорд. В том же 2001 году Брэд появился в эпизоде сериала «Друзья», в котором играла его жена Дженнифер Энистон. За этот эпизод он был номинирован на «Эмми» как «Лучший приглашённый актёр в комедийном телесериале». Помимо этого, Питт снялся в ремейке одноимённого фильма 1960 года — «Одиннадцать друзей Оушена», вышедшем на экраны также в 2001 году. Вместе с ним в фильме снимались Джордж Клуни, Мэтт Деймон, Джулия Робертс, Энди Гарсиа и другие известные актёры. Фильм был тепло встречен критиками и имел внушительный кассовый успех.
В 2003 году Брэд Питт впервые встал по ту сторону экрана, озвучив мультфильм «Синдбад: Легенда семи морей» и мультсериал «Царь горы».

### После 2004 года

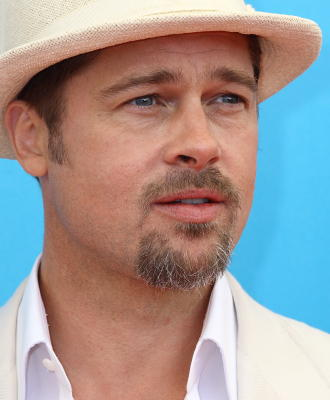
Питт на премьере фильма «После прочтения сжечь» в 2008 году

В 2004 году в прокат вышли два фильма с участием Питта. В исторической драме режиссёра Вольфганга Петерсена «Троя» по мотивам поэмы Гомера «Илиада» актёр сыграл роль Ахиллеса. Он потратил 6 месяцев, чтобы научиться обращаться с мечом. Это был первый фильм, производством которого занималась собственная кинокомпания Питта, Plan B Entertainment, которую он основал двумя годами ранее вместе с супругой Дженнифер Энистон и главой Paramount Pictures Брэдом Грэем. Фильм имел коммерческий успех, собрав в мировом прокате 497 млн долларов. При этом критики невысоко оценили «Трою». Сборы от другого фильма 2004 года с участием актёра — «Двенадцать друзей Оушена» — составили 362 млн долларов.
Следующей картиной Питта стал комедийный боевик «Мистер и миссис Смит» (2005), в котором он сыграл вместе со своей будущей спутницей жизни — Анджелиной Джоли (с которой на этих съёмках и сблизился). Собрав в прокате 478 млн долларов, фильм стал одним из хитов 2005 года.
Питт неоднократно появлялся в телевизионных рекламных роликах. В 2005 году он снялся для американского рынка в рекламе для Heineken, а для дальневосточного рынка — в рекламе для Хонды Акуры, в которой он появился вместе с американской супермоделью Татьяной Сорокко. Питт также снялся в японской рекламе для SoftBank и Edwin Jeans. Продолжительное время снимался в рекламе часовой марки Tag Heuer.
Вместе с Кейт Бланшетт Питт сыграл в драме Алехандро Гонсалеса Иньярриту «Вавилон». Игра Питта была хорошо оценена, а журнал Seattle Post-Intelligencer заметил, что он дал видимость для всего фильма. Позже актёр заявил, что принятие предложения о съёмках было, пожалуй, лучшим решением в его карьере. Фильм был показан на Каннском кинофестивале и Кинофестивале в Торонто. Фильм получил 7 номинаций на премию «Оскар», а сам актёр был номинирован на «Золотой глобус». В этом же году компания Питта продюсировала фильм Мартина Скорсезе «Отступники», и хотя сам актёр был одним из продюсеров, но «Оскар» за лучший фильм получил только Грэм Кинг.
Затем Брэд вернулся к роли Расти Райана в фильме «Тринадцать друзей Оушена». Как и предыдущим частям трилогии, фильму сопутствовал кассовый успех — он собрал в прокате 311 млн долларов.
В фильме «Как трусливый Роберт Форд убил Джесси Джеймса» (2007) по одноимённой новелле Рона Хансена Питт исполнил роль знаменитого американского преступника XIX века Джесси Джеймса. Эту картину также продюсировала компания Брэда Питта. Фильм был показан на Венецианском кинофестивале, а актёр за свою роль получил кубок Вольпи.
Следующим проектом актёра стала чёрная комедия братьев Коэн «После прочтения сжечь» (2008). Фильм был хорошо принят, а игра Питта была названа одной из самых забавных. В этом же году актёр сыграл главного героя в фильме «Загадочная история Бенджамина Баттона», который рождается старцем и проживает свою жизнь «наоборот», картина основана на одноимённом рассказе Фрэнсиса Скотт Фицджеральда. Брэд Питт получил вторую номинацию на премию «Оскар» и четвёртую на премию «Золотой глобус». Всего фильм получил 13 номинаций на «Оскар» и собрал в прокате 329 млн долларов.

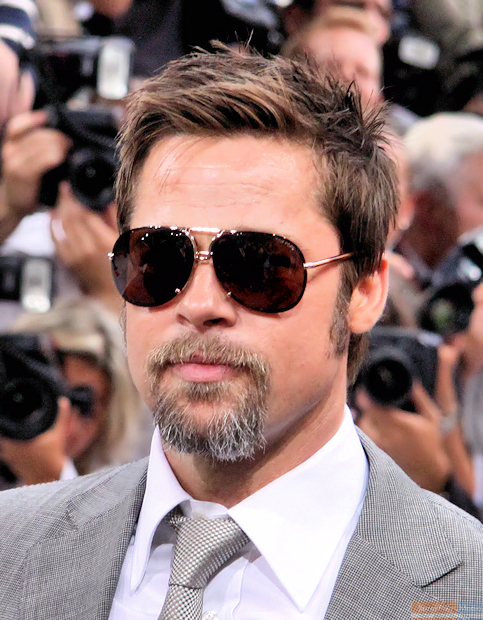
На премьере «Бесславных ублюдков» в Берлине

Затем актёр сыграл охотника на нацистов Альдо «Апачи» Рэйна в фильме Квентина Тарантино «Бесславные ублюдки», который был показан на Каннском кинофестивале 2009 года. Фильм стал кассовым хитом, собрав 311 млн долларов, и также имел благоприятные отзывы. Картина получила многочисленные премии и номинации, включая восемь номинаций на премию «Оскар».
Брэд Питт выступил продюсером фильмов «Жена путешественника во времени» Роберта Швентке и «Пипец» Мэттью Вона.
В мультфильме «Мегамозг» Питт озвучил Мачомена.
Вместе с Шоном Пенном и Джессикой Честейн актёр снялся в фильме Терренса Малика «Древо жизни», получившем «Золотую пальмовую ветвь» на Каннском кинофестивале. Роль бейсбольного менеджера Билли Бина в биографической драме «Человек, который изменил всё» принесла Питту очередные номинации на премии «Оскар», «Золотой глобус» и BAFTA. Выводы критиков насчёт его перевоплощения были единодушно благосклонными, некоторые даже называли эту роль лучшей в карьере Питта, сравнив его актёрскую работу с игрой Грегори Пека в фильме «Убить пересмешника».
В картине «Ограбление казино», снятой по новелле Джорджа В. Хиггинса «Сделка Когана» и показанной на Каннском кинофестивале 2012 года, Питт исполнил роль киллера Джеки Когана. В 2013 году он сыграл и выступил продюсером в фильме «Война миров Z» — постапокалиптическом боевике по одноимённому роману Макса Брукса. Картина собрала в прокате 539 млн долларов, став одним из самых кассовых фильмов в карьере Брэда Питта. В этом же году он продюсировал историческую драму режиссёра Стива Маккуина «12 лет рабства», и снялся в ней в небольшой роли. Подавляющим числом критиков фильм был признан лучшим в году, а Брэд Питт получил премию BAFTA и свой первый «Оскар» как продюсер фильма. Актёр также сыграл второстепенную роль в фильме Ридли Скотта «Советник», в котором помимо него снялись Майкл Фассбендер, Пенелопа Крус, Камерон Диас и Хавьер Бардем.
В 2014 году на телеканале ABC Studios вышел телевизионный научно-фантастический телесериал «Воскрешение» в жанре драмы, ставший первой продюсерской работой компании Plan B Entertainment на телевидении. Брэд Питт выступил в качестве исполнительного продюсера проекта.
В том же 2014 году на экраны вышел исторический боевик с участием Брэда Питта «Ярость», повествующий о событиях на Западном фронте в конце Второй мировой войны.
21 февраля 2019 года в российский прокат вышла картина «Власть», новый продюсерский проект Питта. Фильм имел все шансы получить несколько премий «Оскар», однако получил лишь за лучший грим. Картина также получила 6 номинаций на «Золотой глобус».
Питт снялся в роли Клиффа Бута, каскадёра, с Леонардо Ди Каприо в фильме Квентина Тарантино «Однажды в Голливуде», посвящённом убийствам «Семьи» Мэнсона Шэрон Тейт и её гостей. За свою роль в фильме он получил награды «Оскар», «Золотой глобус», BAFTA, Премию Гильдии киноактёров США и «Выбор критиков» за лучшую мужскую роль второго плана. Это первый «Оскар» Брэда Питта, который он получил за актёрскую работу.
В 2025 году вышла спортивная драма «F1», в которой Питт исполнил роль Сонни Хейса, бывшего гонщика Формулы-1.
В данное время Питт снимается в фильме Дэвида Финчера «Приключения Клиффа Бута», сценарий для которого написал Квентин Тарантино. Фильм Финчера является продолжением фильма Тарантино «Однажды в Голливуде» (2019). В нём Питт возвращается к роли Клиффа Бута, который из каскадёра становится решалой голливудской студии.

## Личная жизнь

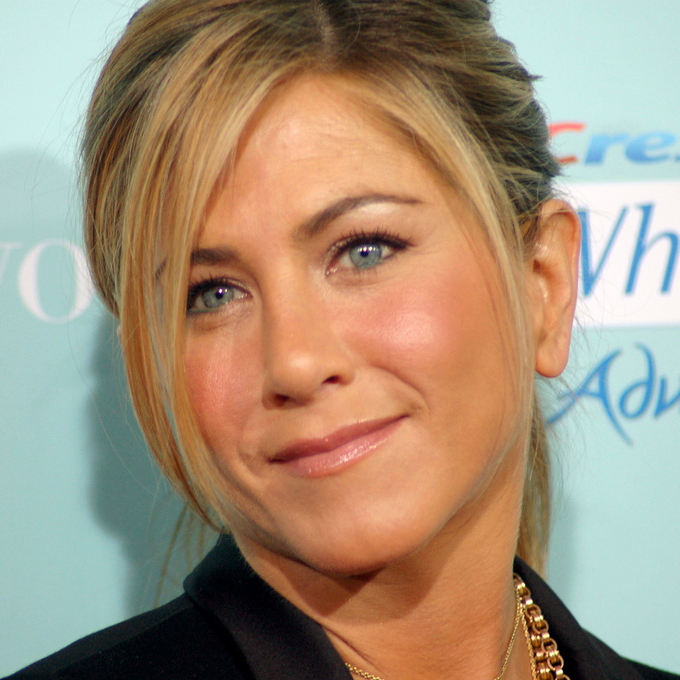
Питт был женат на актрисе Дженнифер Энистон с 2000 по 2005 год

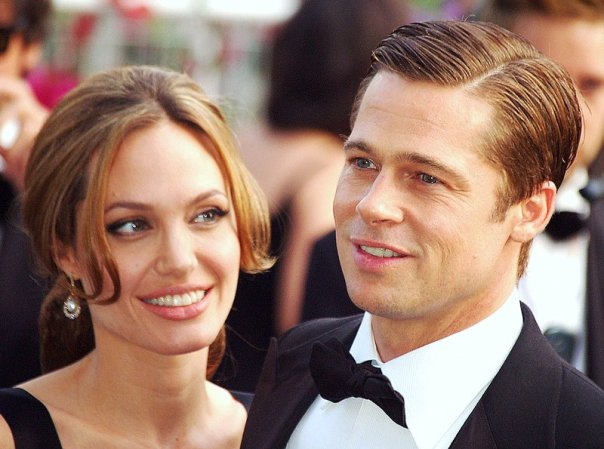
Анджелина Джоли и Брэд Питт на кинофестивале в Каннах в 2007 году

На съёмках триллера «Семь» в 1995 году Брэд сошёлся с Гвинет Пэлтроу, которая по фильму играла его жену, и у них завязался продолжительный роман. Однако, когда уже стали поговаривать o грядущей свадьбе (помолвка состоялась в декабре 1996 года), они совершенно неожиданно заявили o разрыве отношений (в июне 1997 года).
29 июля 2000 года Питт женился на актрисе Дженнифер Энистон. 25 марта 2005 года, после пяти лет совместной жизни, они расстались. Их брак был официально расторгнут 2 октября 2005 года.
Ещё до оформления развода у Брэда начались отношения с его партнёршей по фильму «Мистер и миссис Смит» Анджелиной Джоли. После долгих опровержений 11 января 2006 года пара подтвердила свои отношения, заявив, что Джоли ждёт ребёнка от Питта.
27 мая 2006 года в Намибии у пары родилась дочь Шайло Нувель, а 12 июля 2008 года во Франции двойня — мальчик, Нокс Леон, и девочка, Вивьен Маршелин. Все биологические дети Питта и Джоли появились на свет посредством кесарева сечения. Кроме этого, Брэд усыновил всех приёмных детей Анджелины. Они являются родителями шестерых детей: сыновья Мэддокс Шиван, Пакс Тьен и Нокс Леон; дочери Захара Марли, Шайло Нувель и Вивьен Маршелин. Все носят фамилию «Джоли-Питт».
23 августа 2014 года Питт и Джоли поженились во Франции, в принадлежащем им замке Мираваль. Стало известно, что пара заключила жёсткий брачный контракт. В случае измены Питта жене он лишится права совместной опеки над их детьми.
19 сентября 2016 года супруга Питта, Анджелина Джоли, подала заявление о расторжении брака. Сообщается, что причиной развода стали разногласия в методах воспитания детей, а также алкогольная зависимость Брэда Питта. Джоли просит опеку над детьми, а Питту предоставить право посещения. Также уточняется, что алиментов актриса не требует.
«Я очень огорчён этим фактом развода, однако наиболее важным сейчас является благополучие наших детей. Я сердечно прошу прессу дать им личное пространство, которого они заслуживают в такой трудный период», — приводит телеканал CNN официальное заявление Питта.
12 апреля 2019 года брак был расторгнут по решению суда.
В 2022 году начал встречаться с дизайнером украшений и фитнес-тренером Инес де Рамон.

## Фильмография
| Год  |     | Русское название                              | Оригинальное название                                      | Роль                                         |
| ---- | --- | --------------------------------------------- | ---------------------------------------------------------- | -------------------------------------------- |
| 1987 | ф   | Нейтральная полоса                            | No Man's Land                                              | официант                                     |
| 1987 | ф   | Меньше чем ноль                               | Less Than Zero                                             | завсегдатай вечеринок                        |
| 1987 | с   | Проблемы роста                                | Growing Pains                                              | Джефф                                        |
| 1987 | с   | Даллас                                        | Dallas                                                     | Рэнди                                        |
| 1987 | с   | Другой мир                                    | Another World                                              | Крис                                         |
| 1988 | с   | Джамп-стрит, 21                               | 21 Jump Street                                             | Питер                                        |
| 1988 | ф   | Тёмная сторона Солнца                         | The Dark Side of the Sun                                   | Рик Клейтон                                  |
| 1989 | ф   | Счастливы вместе                              | Happy Together                                             | Брайан                                       |
| 1989 | ф   | Сокращая класс                                | Cutting Class                                              | Дуайт Ингаллс                                |
| 1989 | с   | Президент класса                              | президент класса                                           | Чак                                          |
| 1989 | с   | Кошмары Фредди                                | Freddy's Nightmares                                        | Рик Остин                                    |
| 1990 | тф  | Картина                                       | The Image                                                  | Стив Блэк                                    |
| 1990 | тф  | Слишком молода, чтобы умереть?                | Too Young To Die?                                          | Билли Кэнтон                                 |
| 1990 | с   | Дни славы                                     | Glory Days                                                 | Уокер Лавджой                                |
| 1991 | ф   | Гонки по кругу                                | Across the Tracks                                          | Джо Мэлоуни                                  |
| 1991 | ф   | Джонни Замша                                  | Johnny Suede                                               | Джонни Замша                                 |
| 1991 | ф   | Тельма и Луиза                                | Thelma & Louise                                            | Джей Ди                                      |
| 1992 | ф   | Контакт                                       | Contact                                                    | Кокс                                         |
| 1990 | с   | Байки из склепа                               | Tales from the Crypt, «King of the Road»                   | Билли                                        |
| 1992 | ф   | Параллельный мир                              | Cool World                                                 | детектив Фрэнк Харрис (озвучка)              |
| 1992 | ф   | Там, где течёт река                           | A River Runs Through It                                    | Пол Маклин                                   |
| 1993 | ф   | Калифорния                                    | Kalifornia                                                 | Эрли Грейс                                   |
| 1993 | ф   | Настоящая любовь                              | True Romance                                               | Флойд                                        |
| 1994 | ф   | Услуга                                        | The Favor                                                  | Эллиотт Фоулер                               |
| 1994 | ф   | Интервью с вампиром                           | Interview with the Vampire: The Vampire Chronicles         | Луи де Пон дю Лак                            |
| 1994 | ф   | Легенды осени                                 | Legends of the Fall                                        | Тристан Ладлоу                               |
| 1995 | ф   | Семь                                          | Seven (Se7en)                                              | детектив Дэвид Миллс                         |
| 1995 | ф   | 12 обезьян                                    | 12 Monkeys                                                 | Джеффри Гоинс                                |
| 1996 | ф   | Спящие                                        | Sleepers                                                   | Майкл Салливан                               |
| 1997 | ф   | Собственность дьявола                         | The Devil’s Own                                            | Фрэнсис «Фрэнки» Остин Макгайр / Рори Дивани |
| 1997 | ф   | Семь лет в Тибете                             | Seven Years in Tibet                                       | Генрих Харрер                                |
| 1998 | ф   | Знакомьтесь, Джо Блэк                         | Meet Joe Black                                             | Джо Блэк / человек в кофейне                 |
| 1999 | ф   | Бойцовский клуб                               | Fight Club                                                 | Тайлер Дёрден                                |
| 1999 | ф   | Быть Джоном Малковичем                        | Being John Malkovich                                       | камео                                        |
| 2000 | ф   | Большой куш                                   | Snatch                                                     | Микки О’Нил                                  |
| 2000 | с   | Чудаки                                        | Jackass                                                    | камео                                        |
| 2001 | ф   | Мексиканец                                    | The Mexican                                                | Джерри Уэлбах                                |
| 2001 | ф   | Шпионские игры                                | Spy Game                                                   | Том Бишоп                                    |
| 2001 | ф   | Одиннадцать друзей Оушена                     | Ocean's Eleven                                             | Расти Райан                                  |
| 2001 | с   | Друзья                                        | Friends                                                    | Уилл Колберт                                 |
| 2002 | ф   | Во всей красе                                 | Full Frontal                                               | камео                                        |
| 2002 | ф   | Признания опасного человека                   | Confessions of a Dangerous Mind                            | Брэд, холостяк № 1                           |
| 2003 | мф  | Синдбад: Легенда семи морей                   | Sinbad: Legend of the Seven Seas                           | Синдбад                                      |
| 2003 | мс  | Царь горы                                     | King Of The Hill                                           | Patch Boomhauer                              |
| 2003 | ф   | Эбби Сингер                                   | Abby Singer                                                | камео                                        |
| 2004 | ф   | Троя                                          | Troy                                                       | Ахиллес                                      |
| 2004 | ф   | Двенадцать друзей Оушена                      | Ocean's Twelve                                             | Расти Райан                                  |
| 2005 | ф   | Мистер и миссис Смит                          | Mr. & Mrs. Smith                                           | Джон Смит                                    |
| 2006 | ф   | Вавилон                                       | Babel                                                      | Ричард                                       |
| 2007 | ф   | Тринадцать друзей Оушена                      | Ocean's Thirteen                                           | Расти Райан                                  |
| 2007 | ф   | Как трусливый Роберт Форд убил Джесси Джеймса | The Assassination of Jesse James by the Coward Robert Ford | Джесси Джеймс                                |
| 2008 | ф   | После прочтения сжечь                         | Burn After Reading                                         | Чед Фельдхаймер                              |
| 2008 | ф   | Загадочная история Бенджамина Баттона         | The Curious Case of Benjamin Button                        | Бенджамин Баттон                             |
| 2009 | ф   | Бесславные ублюдки                            | Inglourious Basterds                                       | лейтенант Альдо Рейн                         |
| 2010 | мф  | Мегамозг                                      | Megamind                                                   | Мачомен                                      |
| 2011 | ф   | Древо жизни                                   | The Tree of Life                                           | мистер О’Брайен                              |
| 2011 | ф   | Человек, который изменил всё                  | Moneyball                                                  | Билли Бин                                    |
| 2011 | мф  | Делай ноги 2                                  | Happy Feet Two                                             | криль Уилл                                   |
| 2011 | кор | Печать зла                                    | Touch of Evil                                              | безумец                                      |
| 2012 | ф   | Ограбление казино                             | Killing Them Softly                                        | Джеки Коган                                  |
| 2013 | ф   | Война миров Z                                 | World War Z                                                | Джерри Лейн                                  |
| 2013 | ф   | 12 лет рабства                                | 12 Years a Slave                                           | Басс                                         |
| 2013 | ф   | Советник                                      | The Counselor                                              | Вестрэй                                      |
| 2014 | ф   | Ярость                                        | Fury                                                       | штаб-сержант Дон Колльер «Боевой Папаша»     |
| 2015 | ф   | Лазурный берег                                | By the Sea                                                 | Роланд                                       |
| 2015 | кор | Пробы                                         | The Audition                                               | играет самого себя                           |
| 2015 | ф   | Игра на понижение                             | The Big Short                                              | Бен Риккерт                                  |
| 2016 | док | Путешествие времени                           | Voyage of Time                                             | рассказчик                                   |
| 2016 | ф   | Союзники                                      | Allied                                                     | Макс Ватан                                   |
| 2017 | ф   | Машина войны                                  | War Machine                                                | генерал Глен Макман                          |
| 2018 | ф   | Дэдпул 2                                      | Deadpool 2                                                 | Телфорд Портер / Невидимка                   |
| 2019 | ф   | Однажды в Голливуде                           | Once Upon a Time in Hollywood                              | Клифф Бут                                    |
| 2019 | ф   | К звёздам                                     | Ad Astra                                                   | Рой Макбрайд                                 |
| 2022 | ф   | Затерянный город                              | The Lost City                                              | Джек Трейнер                                 |
| 2022 | ф   | Быстрее пули                                  | Bullet Train                                               | Божья коровка                                |
| 2022 | ф   | Вавилон                                       | Babylon                                                    | Джек Конрад                                  |
| 2024 | ф   | Воображаемые друзья                           | IF                                                         | Кит, невидимый друг                          |
| 2024 | ф   | Одинокие волки                                | Wolfs                                                      | человек Пэм                                  |
| 2025 | ф   | F1                                            | F1: The Movie                                              | Санни Хейс                                   |

## Награды и номинации
| Премия                              | Год  | Фильм                                           | Категория                                              | Результат |
| ----------------------------------- | ---- | ----------------------------------------------- | ------------------------------------------------------ | --------- |
| «Оскар»                             | 1996 | «12 обезьян»                                    | Лучшая мужская роль второго плана                      | Номинация |
| «Оскар»                             | 2009 | «Загадочная история Бенджамина Баттона»         | Лучшая мужская роль                                    | Номинация |
| «Оскар»                             | 2012 | «Человек, который изменил всё»                  | Лучший фильм                                           | Номинация |
| «Оскар»                             | 2012 | «Человек, который изменил всё»                  | Лучшая мужская роль                                    | Номинация |
| «Оскар»                             | 2014 | «12 лет рабства»                                | Лучший фильм                                           | Победа    |
| «Оскар»                             | 2016 | «Игра на понижение»                             | Лучший фильм                                           | Номинация |
| «Оскар»                             | 2020 | «Однажды в Голливуде»                           | Лучшая мужская роль второго плана                      | Победа    |
| «Золотой глобус»                    | 1995 | «Легенды осени»                                 | Лучшая мужская роль — драма                            | Номинация |
| «Золотой глобус»                    | 1996 | «12 обезьян»                                    | Лучшая мужская роль второго плана                      | Победа    |
| «Золотой глобус»                    | 2007 | «Вавилон»                                       | Лучшая мужская роль второго плана                      | Номинация |
| «Золотой глобус»                    | 2009 | «Загадочная история Бенджамина Баттона»         | Лучшая мужская роль — драма                            | Номинация |
| «Золотой глобус»                    | 2012 | «Человек, который изменил всё»                  | Лучшая мужская роль — драма                            | Номинация |
| «Золотой глобус»                    | 2020 | «Однажды в Голливуде»                           | Лучшая мужская роль второго плана                      | Победа    |
| BAFTA                               | 2007 | «Отступники»                                    | Лучший фильм                                           | Номинация |
| BAFTA                               | 2009 | «Загадочная история Бенджамина Баттона»         | Лучшая мужская роль                                    | Номинация |
| BAFTA                               | 2009 | «После прочтения сжечь»                         | Лучшая мужская роль второго плана                      | Номинация |
| BAFTA                               | 2012 | «Человек, который изменил всё»                  | Лучшая мужская роль                                    | Номинация |
| BAFTA                               | 2014 | «12 лет рабства»                                | Лучший фильм                                           | Победа    |
| BAFTA                               | 2016 | «Игра на понижение»                             | Лучший фильм                                           | Номинация |
| BAFTA                               | 2020 | «Однажды в Голливуде»                           | Лучшая мужская роль второго плана                      | Победа    |
| Прайм-таймовая премия «Эмми»        | 2002 | «Друзья»                                        | Лучший приглашённый актёр в комедийном телесериале     | Номинация |
| Прайм-таймовая премия «Эмми»        | 2014 | «Обычное сердце»                                | Лучший телефильм                                       | Победа    |
| Прайм-таймовая премия «Эмми»        | 2015 | «Соловей»                                       | Лучший телефильм                                       | Номинация |
| «Выбор критиков»                    | 2002 | «Одиннадцать друзей Оушена»                     | Лучший актёрский состав                                | Номинация |
| «Выбор критиков»                    | 2005 | «Двенадцать друзей Оушена»                      | Лучший актёрский состав                                | Номинация |
| «Выбор критиков»                    | 2007 | «Вавилон»                                       | Лучший актёрский состав                                | Номинация |
| «Выбор критиков»                    | 2009 | «Загадочная история Бенджамина Баттона»         | Лучшая мужская роль                                    | Номинация |
| «Выбор критиков»                    | 2009 | «Загадочная история Бенджамина Баттона»         | Лучший актёрский состав                                | Номинация |
| «Выбор критиков»                    | 2010 | «Бесславные ублюдки»                            | Лучший актёрский состав                                | Победа    |
| «Выбор критиков»                    | 2012 | «Человек, который изменил всё»                  | Лучшая мужская роль                                    | Номинация |
| «Выбор критиков»                    | 2014 | «Война миров Z»                                 | Лучший актёр в экшн-фильме                             | Номинация |
| «Выбор критиков»                    | 2014 | «12 лет рабства»                                | Лучший актёрский состав                                | Номинация |
| «Выбор критиков»                    | 2015 | «Ярость»                                        | Лучший актёр в экшн-фильме                             | Номинация |
| «Выбор критиков»                    | 2016 | «Игра на понижение»                             | Лучший актёрский состав                                | Номинация |
| «Выбор критиков»                    | 2020 | «Однажды в Голливуде»                           | Лучшая мужская роль второго плана                      | Победа    |
| «Выбор критиков»                    | 2020 | «Однажды в Голливуде»                           | Лучший актёрский состав                                | Номинация |
| «Независимый дух»                   | 2008 | «Её сердце»                                     | Лучший фильм                                           | Номинация |
| «Независимый дух»                   | 2014 | «12 лет рабства»                                | Лучший фильм                                           | Победа    |
| «Сатурн»                            | 1995 | «Интервью с вампиром»                           | Лучшая мужская роль                                    | Номинация |
| «Сатурн»                            | 1996 | «12 обезьян»                                    | Лучшая мужская роль второго плана                      | Победа    |
| «Сатурн»                            | 2009 | «Загадочная история Бенджамина Баттона»         | Лучшая мужская роль                                    | Номинация |
| «Сатурн»                            | 2014 | «Война миров Z»                                 | Лучшая мужская роль                                    | Номинация |
| «Спутник»                           | 2001 | «Большой куш»                                   | Лучшая мужская роль второго плана — комедия или мюзикл | Номинация |
| «Спутник»                           | 2006 | «Вавилон»                                       | Лучшая мужская роль второго плана                      | Номинация |
| «Спутник»                           | 2011 | «Человек, который изменил всё»                  | Лучшая мужская роль                                    | Номинация |
| «Спутник»                           | 2019 | «Однажды в Голливуде»                           | Лучшая мужская роль второго плана                      | Номинация |
| Национальный совет кинокритиков США | 2014 | «Ярость»                                        | Лучший актёрский состав                                | Победа    |
| Национальный совет кинокритиков США | 2015 | «Игра на понижение»                             | Лучший актёрский состав                                | Победа    |
| Национальный совет кинокритиков США | 2019 | «Однажды в Голливуде»                           | Лучшая мужская роль второго плана                      | Победа    |
| Венецианский кинофестиваль          | 2007 | «Как трусливый Роберт Форд убил Джесси Джеймса» | Кубок Вольпи за лучшую мужскую роль                    | Победа    |
| Премия Гильдии киноактёров США      | 2007 | «Вавилон»                                       | Лучший актёрский состав                                | Номинация |
| Премия Гильдии киноактёров США      | 2009 | «Загадочная история Бенджамина Баттона»         | Лучшая мужская роль                                    | Номинация |
| Премия Гильдии киноактёров США      | 2009 | «Загадочная история Бенджамина Баттона»         | Лучший актёрский состав                                | Номинация |
| Премия Гильдии киноактёров США      | 2010 | «Бесславные ублюдки»                            | Лучший актёрский состав                                | Победа    |
| Премия Гильдии киноактёров США      | 2012 | «Человек, который изменил всё»                  | Лучшая мужская роль                                    | Номинация |
| Премия Гильдии киноактёров США      | 2014 | «12 лет рабства»                                | Лучший актёрский состав                                | Номинация |
| Премия Гильдии киноактёров США      | 2016 | «Игра на понижение»                             | Лучший актёрский состав                                | Номинация |
| Премия Гильдии киноактёров США      | 2020 | «Однажды в Голливуде»                           | Лучшая мужская роль второго плана                      | Победа    |
| Премия Гильдии киноактёров США      | 2020 | «Однажды в Голливуде»                           | Лучший актёрский состав                                | Номинация |